# Cophinopoda
Cophinopoda is een vliegengeslacht uit de familie van de roofvliegen (Asilidae).

## Soorten
- C. aldabraensis Tsacas & Artigas, 1994
- C. andrewsi Oldroyd, 1964
- C. barbonica Tsacas & Artigas, 1994
- C. concinens (Wulp, 1872)
- C. chinensis (Fabricius, 1794)
- C. disputata Tsacas & Artigas, 1994
- C. garnotii (Guérin-Méneville, 1831)
- C. matilei Tsacas & Artigas, 1994
- C. oldroydi Tsacas & Artigas, 1994
- C. pulchripes (Bigot, 1859)
- C. schumanni Hradský & Hüttinger, 1982